# Regata de Orabidea y turbera de Arxuri
Regata de Orabidea y turbera de Arxuri este o arie protejată (arie specială de conservare — SAC, sit de importanță comunitară — SCI) din Spania întinsă pe o suprafață de 191,04 ha, integral pe uscat.

## Localizare
Centrul sitului Regata de Orabidea y turbera de Arxuri este situat la coordonatele 43°14′49″N 1°31′55″W / 43.2469°N 1.532°V.

## Înființare
Situl Regata de Orabidea y turbera de Arxuri a fost declarat sit de importanță comunitară în martie 1999 pentru a proteja 1 specie de plante și 8 specii de animale. Situl a fost protejat și ca arie specială de conservare în iunie 2014.

## Biodiversitate
Situată în ecoregiunea atlantică, aria protejată conține 8 habitate naturale: Mlaștini turboase de tranziție și turbării mișcătoare, Păduri de fag acidofile atlantice, cu subarboret de Ilex și, uneori, de asemenea, Taxus, la nivelul arbuștilor (Quercion robori-petraeae sau Ilici-Fagenion), Păduri aluvionare cu Alnus glutinosa și Fraxinus excelsior (Alno-Padion, Alnion incanae, Salicion albae), Pajiști cu Molinia pe soluri calcaroase, turboase sau argilos-nămoloase (Molinion caeruleae), Depresiuni pe substraturi de turbă de Rhynchosporion, Păduri de stejar sau de stejar și carpen sub-atlantice și medio-europene de Carpinion betuli, Pajiști umede atlantice temperate cu Erica ciliaris și Erica tetralix, Formațiuni ierboase bogate în specii de Nardus, dezvoltate pe substraturi silicioase în zone montane (și în zone submontane, în Europa continentală).
La baza desemnării sitului se află mai multe specii protejate:
- plante (1): Soldanella villosa
- păsări (2): pescăruș albastru (Alcedo atthis), mierla de apă (Cinclus cinclus)
- mamifere (4): nurcă (Mustela lutreola), liliac cărămiziu (Myotis emarginatus), liliacul mediteranean cu potcoavă (Rhinolophus euryale), liliacul mare cu potcoavă (Rhinolophus ferrumequinum)
- pești (2): Cottus aturi, cicar (Lampetra planeri)

Pe lângă speciile protejate, pe teritoriul sitului au mai fost identificate 3 specii de plante, 1 specie de amfibieni, 1 specie de pești.